# Operatie Eisstoss
Operatie Eisstoss was de codenaam voor een grote Luftwaffe-aanval op schepen van de Sovjet-Russische Baltische vloot.

## Geschiedenis
In de haven van Leningrad lagen in april 1942 nog een flink aantal schepen van de Baltische vloot vastgevroren. De aanval werd uitgevoerd door het 1. Fliegerkorps. Het Fliegerkorps had 62 Junkers Ju 87, 33 Junkers Ju 88 en 27 Heinkel He 111-bommenwerpers. 
Op 3 april 1942 begon de aanval op de luchtverdedigingsstellingen rondom de stad. De luchtafweer werd zware schade toegebracht. Hierdoor kon de aanval op de vloot de dag erna doorgaan. Tijdens deze grootscheepse luchtaanval werden een flink aantal schepen van de Baltische vloot zwaar beschadigd. 